# Two of Us (Band)
Two of Us war ein deutsches Popduo. Es wurde 1985 von dem Gitarristen und Keyboarder Ulrich Herter und dem Schlagzeuger Thomas Dörr in Reutlingen ins Leben gerufen. Benannt wurde die Band nach dem gleichnamigen Song der Beatles. Mit dem Titel Blue Night Shadow gelang beiden auf Anhieb ein Tophit im deutschsprachigen Raum. Nach ausbleibenden Erfolgen löste sich das Duo 1988 wieder auf.

## Geschichte
Herter und Dörr hatten sich Ende der 1970er Jahre in der Band Hubert Kah, für die Dörr als Schlagzeuger engagiert wurde, kennengelernt. Ein Jahr nachdem Hubert Kah mit Hits wie Rosemarie und dem von Herter mitgeschriebenen Sternenhimmel zu einem der Topstars der Neuen Deutschen Welle aufgestiegen war, gründeten Herter und Dörr 1983 zusammen mit ihrem Freund Joachim Gaiser in einer Reutlinger Kneipe das Projekt Kiz. Mit dem Hit Die Sennerin vom Königsee landeten sie ebenfalls einen erfolgreichen NDW-Klassiker.
Als die Neue Deutsche Welle langsam abebbte, wandten Herter und Dörr sich dem aus Großbritannien nach Deutschland geschwappten peppigen Sophisti-Pop zu. Gleich mit der Debütsingle Blue Night Shadow landeten Two of Us im Sommer 1985 einen Top-Ten-Hit in Deutschland und der Schweiz. Das nachgeschobene erste Album Twice as Nice verkaufte sich dagegen kaum. Und auch mit den Nachfolgesingles konnten die beiden nicht mehr an ihren anfänglichen Erfolg anknüpfen. Als auch das zweite Album der Band floppte, löste sich Two of Us Ende 1988 wieder auf.

## Mitglieder
- Ulrich „James“ Herter (* 24. März 1952 in Reutlingen)
- Thomas „Stibbich“ Dörr (* 24. März 1963 in Reutlingen) – kam im Alter von 16 Jahren als Schlagzeuger zur Band Hubert Kah. Nach seiner Zusammenarbeit mit Herter spielte er für die Bands Camouflage und Illi-Noiz. Heute ist er als Koch tätig.

## Diskografie

### Singles
- 1985: Blue Night Shadow
- 1985: Two of Us
- 1986: Generation Swing
- 1986: Love Is so Sensible
- 1987: We Got to Break It Out
- 1988: My Inner Voices

### Alben
- 1985: Twice as Nice
- 1988: Inside Out

## Fernsehauftritte
- 9. Mai 1985, Show & Co. mit Carlo, Folge 6 – Blue Night Shadow
- 1. Juli 1985, Formel Eins, Folge 93 – Blue Night Shadow
- 26. November 1985, Formel Eins, Folge 105 – Two of Us
- 30. November 1985, Peters Pop Show  – Blue Night Shadow und Two of Us
- 1986, Àngel Casas Show – Blue Night Shadow
- 4. März 1986, Formel Eins, Folge 115 – Generation Swing
- 3. November 1986, Formel Eins, Folge 141 – Love Is so Sensible
- 25. Juni 1988, Formel Eins, Folge 212 – My Inner Voices